# Coutumes et tabous en Mongolie
Dans la yourte mongole, la vie est rythmée par la tradition, et de nombreux règles et tabous gouvernent les comportements domestiques, même si ces règles tendent à s'assouplir de nos jours,. 

## Interdits de la culture mongole
- S’adosser ou passer entre les poteaux de la yourte. Cette coutume a sans aucun doute des origines très pratiques, mais exprime également le symbolisme des poteaux comme source de force dans la maison.
- Marcher sur le seuil. Il est considéré de mauvais augure de marcher ou trébucher sur le seuil de la yourte en entrant. Les personnes voyageant en Mongolie au Moyen Âge ont rapporté que quiconque marchait sur le seuil du palais du Khan était mis à mort
- Étendre ses bras pour toucher les deux côtés du chambranle. La croix devant la porte de la maison est traditionnellement un symbole indiquant qu'une mort est arrivée et que les visiteurs doivent garder leur distance. Toucher les deux côtés du chambranle en étendant ses bras est considéré par conséquent comme un mauvais présage.
- Mettre des déchets dans le feu. Le feu étant considéré comme le plus pur des éléments, on ne doit y jeter aucun déchet.
- Mélanger des affaires sales et propres. Les Mongols ont une grande estime pour la propreté, et ils pensent que permettre à des objets sales de toucher des objets propres va contaminer ces derniers. Ainsi, conformément à cette coutume, il est inacceptable, par exemple, de placer des vêtements sales dans le coffre familial.
- Marcher ou s’asseoir au nord d'une personne plus âgée que soi. Bien que les Mongols adhèrent moins rigidement aux valeurs confucianistes que d’autres peuples asiatiques, les aînés se voient traditionnellement accordés un considérable respect. Les plus anciens et plus respectés visiteurs s’assoient à l'arrière de la yourte, et les autres s'asseyant à leur côté par ordre d’âge décroissant.
- Passer entre le feu et l'arrière du ger. Le feu et l'arrière de la maison sont les deux parties les plus sacrées de la yourte ; les nomades croient qu’une ligne d’énergie passe entre ces deux points, et il ne faut pas la rompre. Tout visiteur doit donc entrer et sortir du même côté.
- Marcher dans le sens inverse des aiguilles d’une montre. Le « nar zuv », littéralement « la direction de la rotation du soleil » se réfère en Mongolie au sens des aiguilles d’une montre. Les Mongols pensent que tout dans l’univers appartient aux cycles du temps et du mouvement, et il est important de se déplacer en harmonie avec ces cycles.  Ainsi lorsque l’on le rabat le toit de la maison, par exemple, on doit marcher dans la yourte dans le sens des aiguilles d’une montre.
- Amener des armes dans le foyer. Avant d'entrer dans la maison, le visiteur doit retirer son couteau de sa ceinture et le pendre à la vue de tous, indiquant ainsi ses intentions amicales.

D’autres coutumes gouvernent la manière de recevoir les invités. Les Mongols montrent généralement un grand respect aux visiteurs, et accueilleront n'importe qui chez eux sans rendez-vous au préalable. Quand un visiteur arrive il doit appeler « nokhoi khor ! » ce qui signifie « Tenez votre chien » et cela qu’il y ait ou non un chien. Quelqu'un de la famille sortira alors de la yourte et vous invitera à rentrer. 
Les trois principaux types de réception sont tsailaga, budaalaga, et dailaga ; littéralement offrir du thé, offrir du riz, et offrir le dîner. La coutume de tsailaga est la plus répandue, et est suivie lorsqu’une personne offre respectueusement le thé à son visiteur, parent ou ami ; lorsqu’une famille nomade vient de s’installer et souhaite rencontrer ses nouveaux voisins ; ou lors de n'importe quelles vacances. Budaalaga et dailaga sont similaires mais montrent un plus grand respect pour le visiteur.